# 盖尔延
盖尔延，是匈牙利托尔瑙州所辖的一个村。总面积36.28平方公里，总人口1214，人口密度33.5人/平方公里（2011年1月1日）。